# Липицька культура
Липицька культура — археологічна культура  залізної доби, що була поширена в  Галичині. Датується I — III ст. н. е. Науковий світ ідентифікує липицьку культуру з костобоками або ґетами.

## Історія дослідження
Перші знахідки липицької культури було зроблено під час проведення розкопок Й. Коперницьким у 1889–1890 роках біля с. Верхня Липиця Івано-Франківської області. Ці знахідки були виділені в окрему культуру у 1911 році К. Гайдачеком. Пізніше поселення і могильники цієї культури досліджували  М. Ю. Смішко,  В. Д. Баран, В. М. Цигилик, І. К. Свєшніков.
Загалом досліджено близько 20 пам'яток на території Верхнього та Середнього Подністров'я.

## Характеристика культури

### Поселення
Поселення розташовувались по схилах надзаплавних терас річок і неглибоких балок. На поселеннях зустрічаються житла двох типів — наземні і напівземлянкові. За формою житла чотирикутні, з рівною підлогою. В них відкриваються викладені з каменю й обмазані глиною вогнища. Поодиноко зустрічаються глинобитні печі.

### Господарство
Основу господарства становили орне землеробство і приселищне скотарство. Розводили велику рогату худобу, свиней, овець, коней.
Розвивалися залізоробне, деревообробне, ювелірне, ткацьке та інші ремесла та промисли. Важливу роль посідала торгівля.

## Археологічні пам'ятки
- Болотня
- Ганачівка